# Osvaldo Borsani
Osvaldo Borsani (* 17. August 1911 in Varedo; † 16. April 1985 in Mailand) war ein italienischer Architekt, Designer und Unternehmer.

## Leben

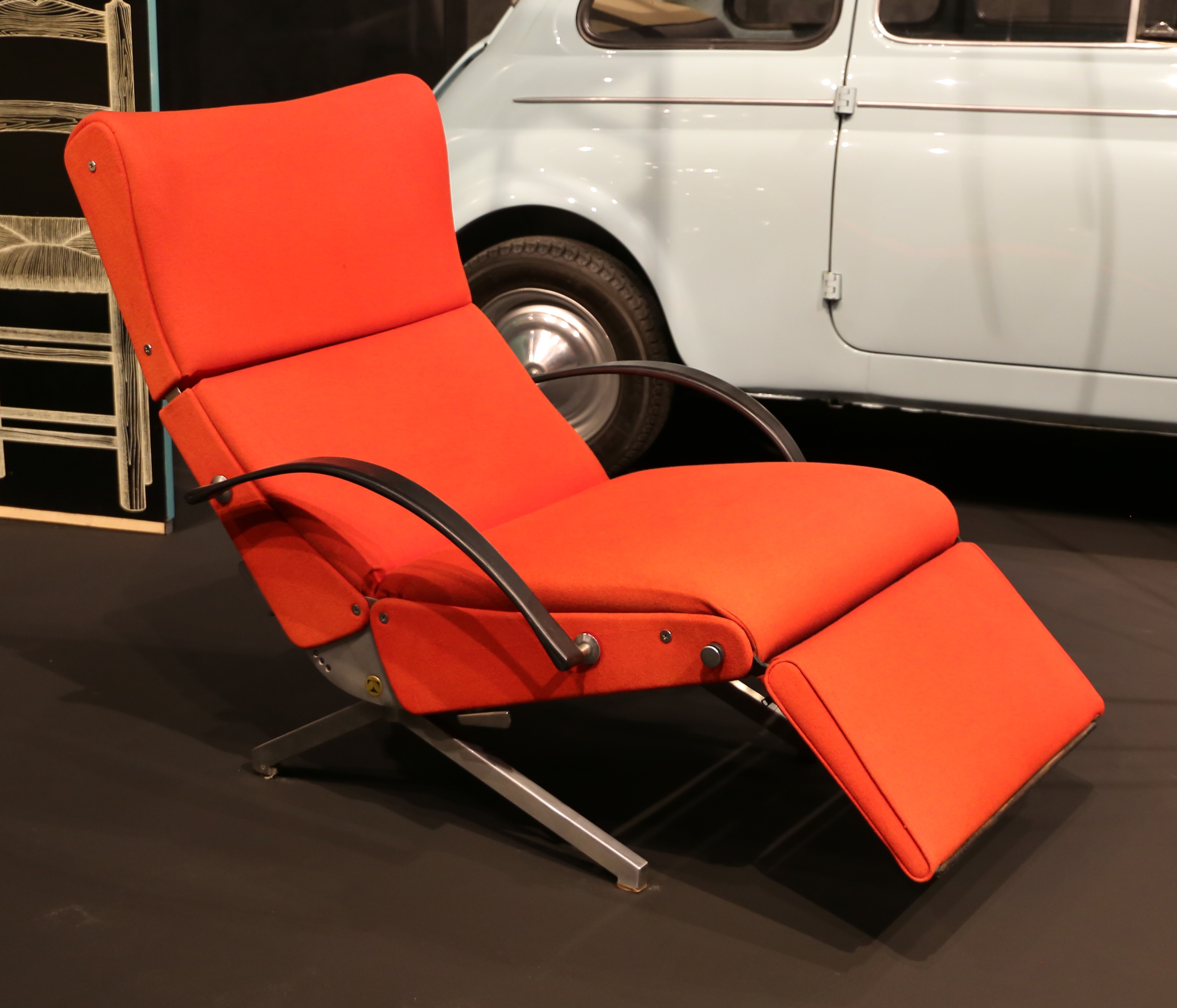
P40

Borsani studierte bildende Kunst an der Accademia di Brera in Mailand und Architektur am Politecnico di Milano. 1936 schloss er sein Studium ab. Noch während des Studiums nahm Borsani mit seinem Projekt Casa Minima an der fünften Mailänder Triennale teil und gewann eine Silbermedaille. Zur gleichen Zeit begann er mit seinem Vater im Familienunternehmen Atelier Varedo zusammenzuarbeiten und stellte Schränke her. 1932 wurde das Unternehmen umbenannt in Arredamento Borsani und eröffnete seinen ersten Laden in Mailand. In dieser Zeit begann Borsani mit Mailänder Künstlern wie Lucio Fontana, Agenore Fabbri, Aligi Sassu, Roberto Crippa, Fausto Melotti, Arnaldo Pomodoro und Gio Pomodoro zusammenzuarbeiten.
1953 gründete Osvaldo mit seinem Zwillingsbruder Fulgenzio die Firma  TECNO, die für ihre Technologie und ihre forschungsbasierte Herangehensweise an Möbeldesign bekannt wurde. Zu den bedeutenden Entwürfen TECNOs gehören das Sofa D70 aus dem Jahr 1954; die P40 Chaise von 1955 mit beweglichen Einzelteilen und verstellbaren Rücken- und Armlehnen und das Büromöbel-System Graphis.
1970 eröffnete Borsani zusammen mit seiner Tochter Valeria und Marco Fantoni das gemeinschaftliche Designlabor Centro Progetti Tecno für die Entwicklung neuer Produkte.
Am 16. April 1985 verstarb Borsani in Mailand.